# مفاعل الماء المغلي المتقدم

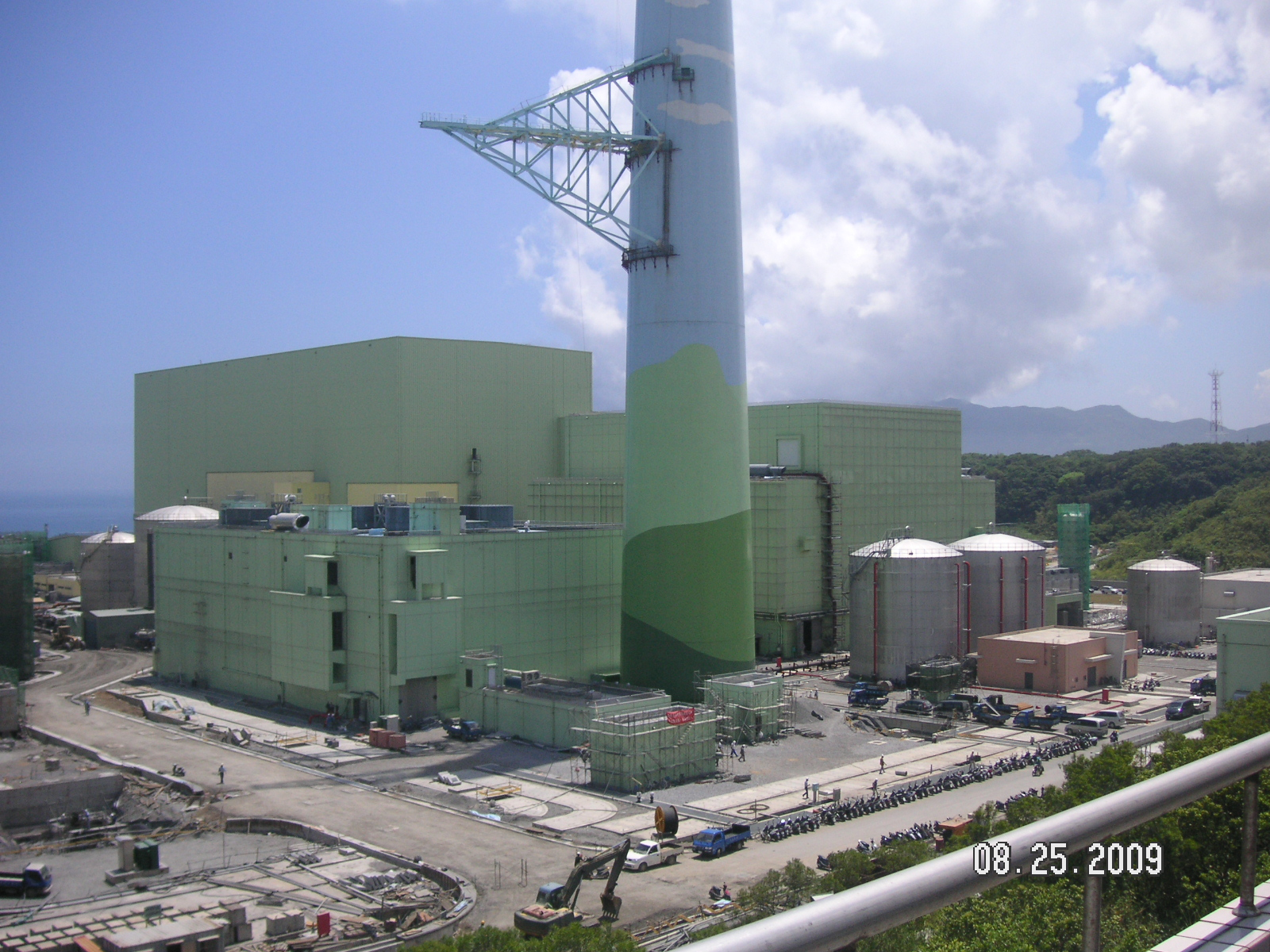
محطة الطاقة النووية من الجيل الثالث في تايوان

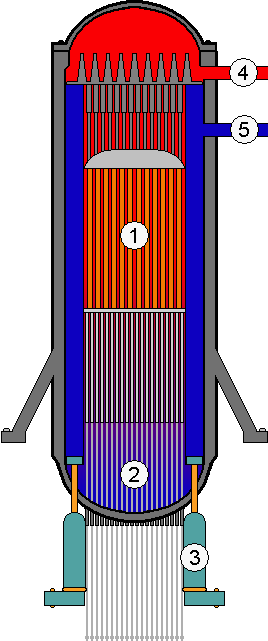
أوعية الضغط بمفاعل الماء المغلي المتقدم 1: قلب المفاعل 2: قضبان التحكم 3: مضخة المياه الداخلية 4: خط أنابيب البخار إلى مولد التوربينات 5: تدفق مياه التبريد إلى قلب المفاعل

مفاعل الماء المغلي المتقدم هو مفاعل الماء المغلي من الجيل الثالث.

## نبذة
يتم تقديم مفاعل الماء المغلي المتقدم حاليا بواسطة هيتاشي للطاقة النووية و توشيبا. يولد مفاعل الماء المغلي المتقدم الطاقة الكهربائية باستخدام البخار لتشغيل التوربين المتصل بالمفاعل حيث يتم غلي البخار من الماء باستخدام الحرارة الناتجة عن تفاعلات الانشطار داخل الوقود النووي وعتبر وحدة كاشيوازاكي 6 مفاعل الجيل الثالث الأول في العالم.

## التصميم
مفاعلات الماء المغلي هو ثاني أكثر أشكال مفاعل الماء الخفيف إنتشارا مع تصميم دورة مباشرة يستخدم مكونات إمداد بالبخار كبيرة أقل من مفاعل الماء المضغوط الذي يستخدم دورة غير مباشرة.
يمثل مفاعل الماء المغلي المتقدم أحدث ما توصلت إليه مفاعلات الماء المغلي وهو أول تصميم لمفاعل الجيل الثالث الذي تم بنائه بالكامل مع استكمال وتشغيل عدة مفاعلات.